# Маяковка (Кемеровская область)
Маяковка — посёлок в Прокопьевском районе Кемеровской области. Входит в состав Яснополянского сельского поселения.

## География
Центральная часть населённого пункта расположена на высоте 355 метров над уровнем моря.

## Население
По данным Всероссийской переписи населения 2010 года, в посёлке Маяковка проживает 238 человек (112 мужчины, 126 женщин).